# PZL P-37 łoś
ПЗЛ.37 „Лос“ (на полски: PZL.37 Łoś) е полски лек бомбардировач и разузнавателен самолет.
Създаден е през 1930-те години от полските авиационни заводи PLZ. Отличава се с модерна конструкция с преходни характеристики. Избухването на Втората световна война прекъсва производството на следващите модели и модернизирането на версиите.

## Характеристики
- Двигател. В зависимост от версията самолетите са задвижвани или от двигател Bristol Pegasus XII, версия А Bristol Pegasus XХ, версия А или В, или Bristol Pegasus XIХ, версия В. Благодарение на двигателите машината развива максимална скорост 412 км/ч на височина 2800 м.
- Екипаж. 4-ма души (пилот, щурман бомбардировач, двама стрелци радисти).
- Маса. собствена маса 4920/4935 кг, стартова маса 8865/8880 кг, максимална стартова сама 9105 кг.
- Размери. Размах на крилата 17,93 м, дължина 12,92 м, височина 4,25 м.
- Въоръжение. Три картечници 7,92 мм, първоначално три картечници Vickers F, впоследствие PWU wz.37 Szczeniak и една Vickers F, накрая три PWU wz.33; бомби с маса до 2595 кг в следните комбинации: 2 х 300 кг (фюзелаж) + 18 х 110,8 кг (крила) = 2595 кг; 20 х 110,8 = 2217 кг; 20 х 52 кг = 1040 кг; 20 контейнера с 240 малки запалителни бомби Myszka (4800 броя) = 1056 кг.

## Разработване
През 1934 г. заводите PLZ започват проектирането на PLZ-30 със смесена конструкция. Планирано е да бъдат построени транспортни и военни варианти. След разглеждане на няколко проекта съветът на PLZ приема предложението на Йежи Домбровски. Конструкторът представя изцяло метален средноплан с ходова част, която може да се прибира. Максималната скорост от 360 км/ч се постига с двигатели с мощност 800 – 1200 к.с. Бомбардировачът е нощен, с отбранително въоръжение под формата на двойни картечници, разположени в предната и долната установка, и с 20-мм оръдие на гърба. С времето въоръжението е редуцирано до три картечници и самолетът е преустроен на бърз дневен бомбардировач със скорост около 400 км/ч.
При проектирането на PLZ-37 Йежи Домбровски използва опита, натрупан при конструирането на туристическите самолети PLZ-19 и PLZ-26. От тези машини той взима устройството на крилата по конструкцията на Миштал. Формата на фюзелажа трябва да се вписва в профила на JD 12. Проектът обаче предвижда поместване на бомбените камери във фюзелажа и центроплана. Тъй като полските бомби са тънки и дълги, се налага адаптиране на профила на центроплана спрямо техните габарити. В резултат възниква модификация JD 12/37, който е един от първите в света и първият в Полша с ламинарен профил.

## Производство
- „Прототип Р-37/I (72.1)“. Завършването на прототипа е планирано за април 1936 г., проблеми обаче възникват в процеса на работа. Налага се в документацията да бъдат направени около 600 промени. В крайна сметка прототипът с два двигателя, производството на британските Bristol Pegasus XIIВ, с мощност 873 к.с. е завършен в края на октомври – началото на ноември. Първият полет е осъществен през 13 декември 1936 г. Невъоръженият Р-37/I успява да постигне максимална скорост 420 км/ч. През август му поставят оръжия. Поради лошо закрепен кесон на 20 юни 1938 г. по време на акробатично изпълнение, самолетът губи едно от крилата си и се разбива.

- „Прототип Р-37/II (72.2)“. През втората половина на 1935 г. поръчката на самолети Р-37 е увеличена на 30 броя, в това число и от втория прототип. Шасито е построено с частите, подготвени за серийно производство. Първоначално е с единичен вертикален стабилизатор, а в процеса на конструиране той е променен на двоен. Разширена е и пилотската кабина, а в кабината на наблюдателя са добавени лостове за управление. Този прототип е с хидравлична система за прибиране на ходовата част. Двигателят е Bristol Pegasus ХХ с мощност 918 к.с. Самолетът е трябвало да бъде готов през август, но закъсненията изместват крайния срок за ноември. Вторият прототип е преработен съгласно производствения стандарт на PLZ Р-37В и е предадена на военната авиация.
- „PZL P-37A łoś I“. Още преди изпитателните полети на първия прототип започва серийно производството. В конструкцията на шасито са взети под внимание промените, направени по втория прототип, но с едно изключение. За първите 10 самолета (72.3 – 72.12) е подготвен единичен вертикален стабилизатор. В тях са монтирани и купените от Великобритания двигатели Bristol Pegasus XIIВ. Машините са завършени в началото на 1938 г., а през март са предадени на ескадрилата серийни самолети на независимата експериментална дивизия. До края на 1938 г. само един от самолетите е въоръжен. За сметка на това всички са оборудвани с механично устройство за хвърляне на бомби, което позволява едновременното освобождаване на целия товар.
- „PZL P-37A bis/łoś A bis/łoś“. Останалите 19 самолета от първата поръчка са с двоен вертикален стабилизатор. Първите два са с армейски номера 72.13 и 72.14, а останалите – с номера между 72.17 и 72.78. Липсата на последователност в номерацията е с цел заблуда на чуждото разузнаване. В тези машини са монтирани внесените около 100 броя двигатели Bristol Pegasus XIIВ. Те са напълно въоръжени и са с електрически механизъм за хвърляне на бомби. Възможностите на тази версия силно ограничават характеристиките на двигателите, които постигат максимална скорост на височина едва 1220 м.
- „PZL P-37A SP-BNK (72.13)“. Третиран е като прототип PZL P-37/III за експортна версия на łoś С, и затова е оборудван с френски двигатели Gnome-Rhone 14N00/01 с мощност 980 – 1020 к.с. При изпитанията самолетът постига скорост 453 км/ч на височина 4250 м. Освен вече монтираните е планирано да бъдат тествани подобни двигатели Renault 14Т с мощност 1020 к.с. и Fiat A-80 RC41 с мощност 1030 к.с. През август 1938 г. самолет SP-BNK е представен в Румъния, България, Гърция и Туция. Гърция прави първата заявка за тази машина.
- „PZL P-37A SP-BNL (72.14)“. Въпреки двигателите Bristol Pegasus XХ, самолетът е обозначен като łoś A bis. Направени са известни промени в конструкцията и оборудването, така че той става модел за базовата производствена версия на łoś II. В края на май 1938 г. SP-BNL е показан на изложение в Белград, а в края на годината – на XVI авиационен салон в Париж.

- „PZL P-37В łoś II“. След катастрофата на Р-37/I производството е задържано с цел проверка на качеството на монтажа на крилото. Ето защо първите самолети PZL P-37В łoś II с двигатели Pegasus са готови едва през август 1938 г. През последните три месеца на същата година се правят по 3 самолета месечно. В началото на следващата година след направата на 50-те самолета от първата серия, производството е спряно. Причината са няколко катастрофи, необходимостта от създаване на експортни Р-34 и подготовката за производството на Р-50 Jastrzab и PLZ-46 Sum. Производството е възобновено, но се решава, че във WP 1 на Okecie то ще бъде прекратено след построяването на 104 самолета. Останалите 20 машини трябвало да се направят в заводите WP 2 в Мелец. През март 1939 г. новият командващ авиацията, ген. Юзеф Зайонц, възнамерява изцяло да спре производството, но то е толкова напреднало, че се налага да го продължат. При машините от втората версия са въведени малки странични прозорчета при долната стрелкова установка и са опростени ауспусите. След шест катастрофи на самолети с двоен стабилизатор е променен балансът на лоста за управление. Във втората серия са монтирани двигатели Bristol Pegasus XIХ. В 2 машини са инсталирани безклапни двигатели Bristol Pegasus XIIIС. При опитите бомбардировач да бъде преправен на изтребител в един от самолетите, в гондолата на двигателя, експериментално са монтирани две картечници. Самолетите PZL P-37В от първата серия получават номера от 72.100 до 72.149, а от втората от 72.170 до 72.200.

От закупуването са заинтересовани България – 12 łoś С; Югославия – 20 łoś С; Румъния – 30 łoś D и лиценз и Турция 10 łoś D и 25 на части и лиценз.

## Експлоатация
При избухването на войната полската авиация притежава в авангарда си 36 самолета łoś В в ескадрили 211, 212, 216 и 217, които принадлежат към бомбената бригада. В рамките на техническото осигуряване ескадрилите получават 10 машини. Загубите възлизат на 31 самолета, в това число 14 унищожени от немците и един от собствената отбрана. В Румъния са евакуирани 26 машини, в това число един łoś А, четири łoś А bis и 19 łoś В. Румънската авиация използва 24 от тях. Последните румънски самолети łoś са унищожени през 1944 г. Немската авиация придобива два изправни самолета, които са тествани в Рехлин. Руснаците също се сдобиват с два изправни и един повреден самолет. От тях са копирани технически решения за авиоконструктурското бюро на Андрей Туполев, започвайки от Ту-2.